# José Canalejas y Méndez
José Canalejas y Méndez (Ferrol, La Corunya, 31 de juliol de 1854-Madrid, 12 de novembre de 1912) va ser un advocat i polític regeneracionista i liberal espanyol. Quan era president del Consell de Ministres, va morir assassinat en un atemptat terrorista, com ho van ser Joan Prim i Prats en 1870 i Antonio Cánovas del Castillo en 1897, encara que no seria l'últim.
Va ser ministre de Foment, de Gracia i Justícia, d'Hisenda i ministre d'Agricultura, Indústria, Comerç i Obres Públiques durant la regència de Maria Cristina d'Habsburg-Lorena i president del Consell de Ministres i novament ministre de Foment i ministre de Gracia i Justícia durant el regnat d'Alfons XIII. Va ser escollit president del Congrés dels Diputats d'Espanya durant la Legislatura de 1906-1907.

## Biografia

### Infància i formació
Va néixer a Ferrol, província de la Corunya, el 31 de juliol de 1854. Era fill de l'enginyer dels ferrocarrils i director del periòdic El Eco Ferrolano José Canalejas Casas i de María del Amparo Méndez Romero. Va cursar els seus primers estudis en el Col·legi de Santoja. Nen prodigi, als deu anys va traduir del francès i va publicar una petita obra titulada Luis o el joven emigrado. A l'edat d'onze anys era ja corresponsal polític de premsa amb el pseudònim El cantor de Mugardos. Es va traslladar amb la seva família a Madrid on va cursar el batxillerat a l'Institut de San Isidro i va obtenir les llicenciatures de Dret en 1871 i de Filosofia en 1872 en la Universitat Central de Madrid i el grau de doctor en ambdues facultats. En 1873 era auxiliar de càtedra, però va fracassar en dues oposicions a càtedra, una d'elles davant Marcelino Menéndez Pelayo per la càtedra de literatura de la Universidad Central. Per aquesta raó va abandonar l'ensenyament. Va ingressar en la companyia dels Ferrocarrils de Madrid a Ciudad Real i a Badajoz, on va aconseguir el càrrec de secretari general i va defensar com a advocat a la companyia en plets amb altres empreses ferroviàries espanyoles.
Va ocupar diversos alts càrrecs de diferents institucions: Degà del Col·legi d'Advocats de Madrid, President de la Reial Acadèmia de Legislació i Jurisprudència, membre de l'Acadèmia de Ciències morals i Polítiques i de la Reial Acadèmia de la Llengua. També va ser periodista i escriptor.

### Carrera política

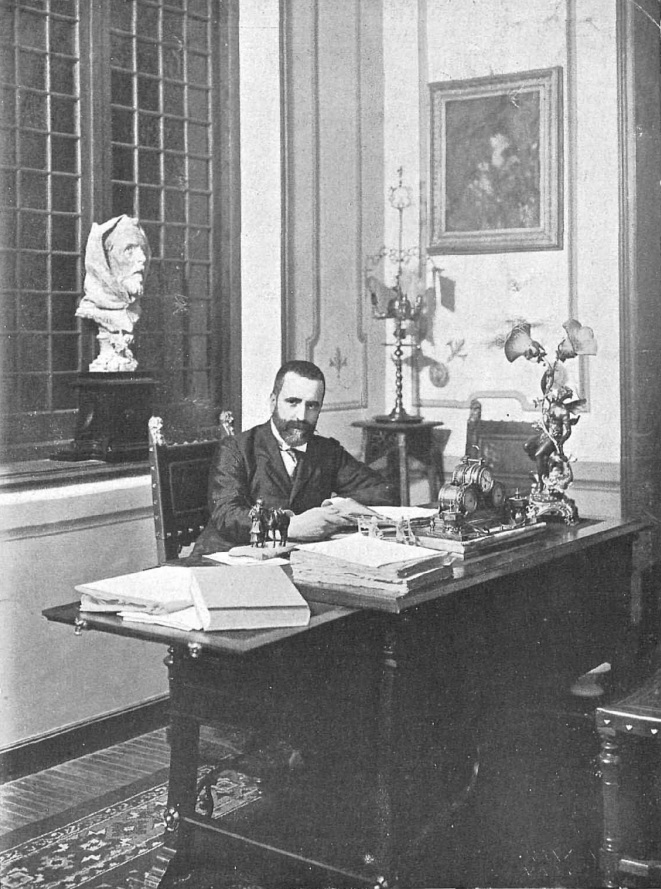
Canalejas el 1901 en el seu gabinet d'estudi. Fotografia de Christian Franzen.

Simpatitzant del Partit Republicà Progressista, d'idees republicanes, quan es va produir la restauració borbònica va abandonar aquestes idees per incorporar-se al Partit Liberal de Sagasta, dirigit en aquell temps per Cristino Martos Balbi i amb el qual va participar en les eleccions generals espanyoles de 1881 i fou elegit diputat per Ágreda (Sòria). En els successius processos electorals va continuar obtenint acta de diputat per la citada circumscripció de Soria (1884), i per les d'Algesires (1886) i Alcoi (1891-1907), renunciant en alguna ocasió a altres escons aconseguits per Madrid i Ciudad Real i arribant a presidir la mateixa Cambra entre 1906 i 1907.
Durant la Regència, sempre en governs presidits per Sagasta, va ser ministre de Foment entre el 14 de juny i l'11 de desembre de 1888, ministre de Gracia i Justícia entre l'11 de desembre de 1888 i el 21 de gener de 1890, ministre d'Hisenda entre el 17 de desembre de 1894 i el 23 de març de 1895 i, ministre d'Agricultura, Indústria, Comerç i Obres Públiques entre el 19 de març i el 17 de maig de 1902, departament des del qual impulsaria la creació de l'Institut del Treball. Posteriorment, durant el regnat d'Alfons XIII, seria novament ministre d'Agricultura, Indústria, Comerç i Obres Públiques entre el 17 i el 31 de maig de 1902 també amb Sagasta i ministre de Gracia i Justícia entre el 29 de juny de 1911 i el 12 de març de 1912 en un gabinet que ell mateix va presidir.

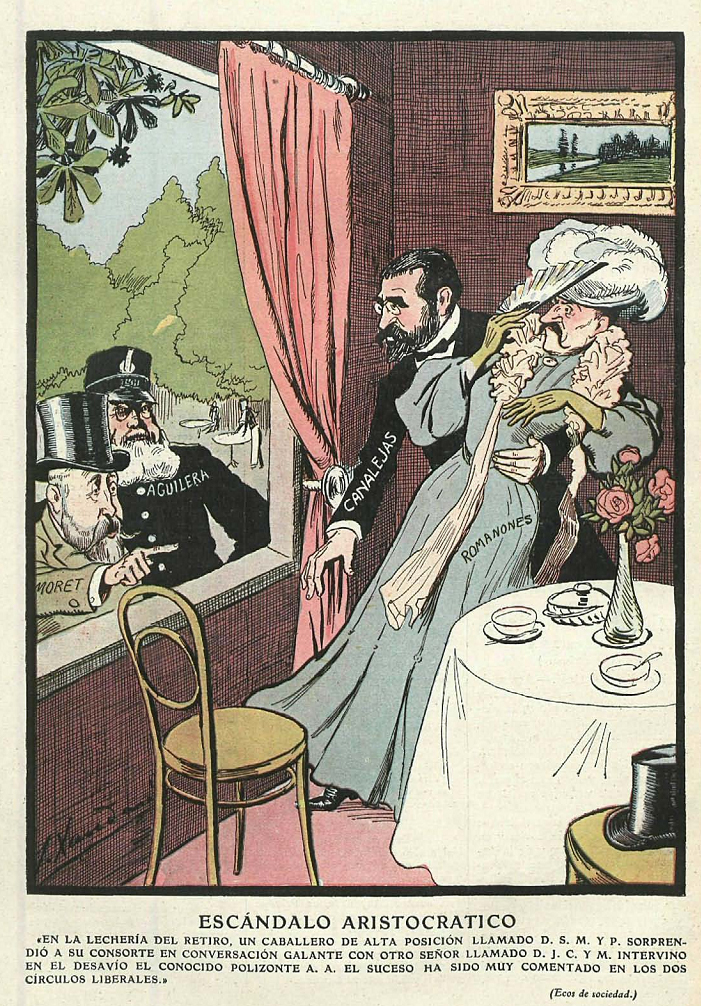
Escándalo aristocrático, per Joaquim Xaudaró i Echau; caricatura de Canalejas junt amb altres figures destacades del partit liberal com Moret, Alberto Aguilera i el comte de Romanones (Gedeón, 1904).

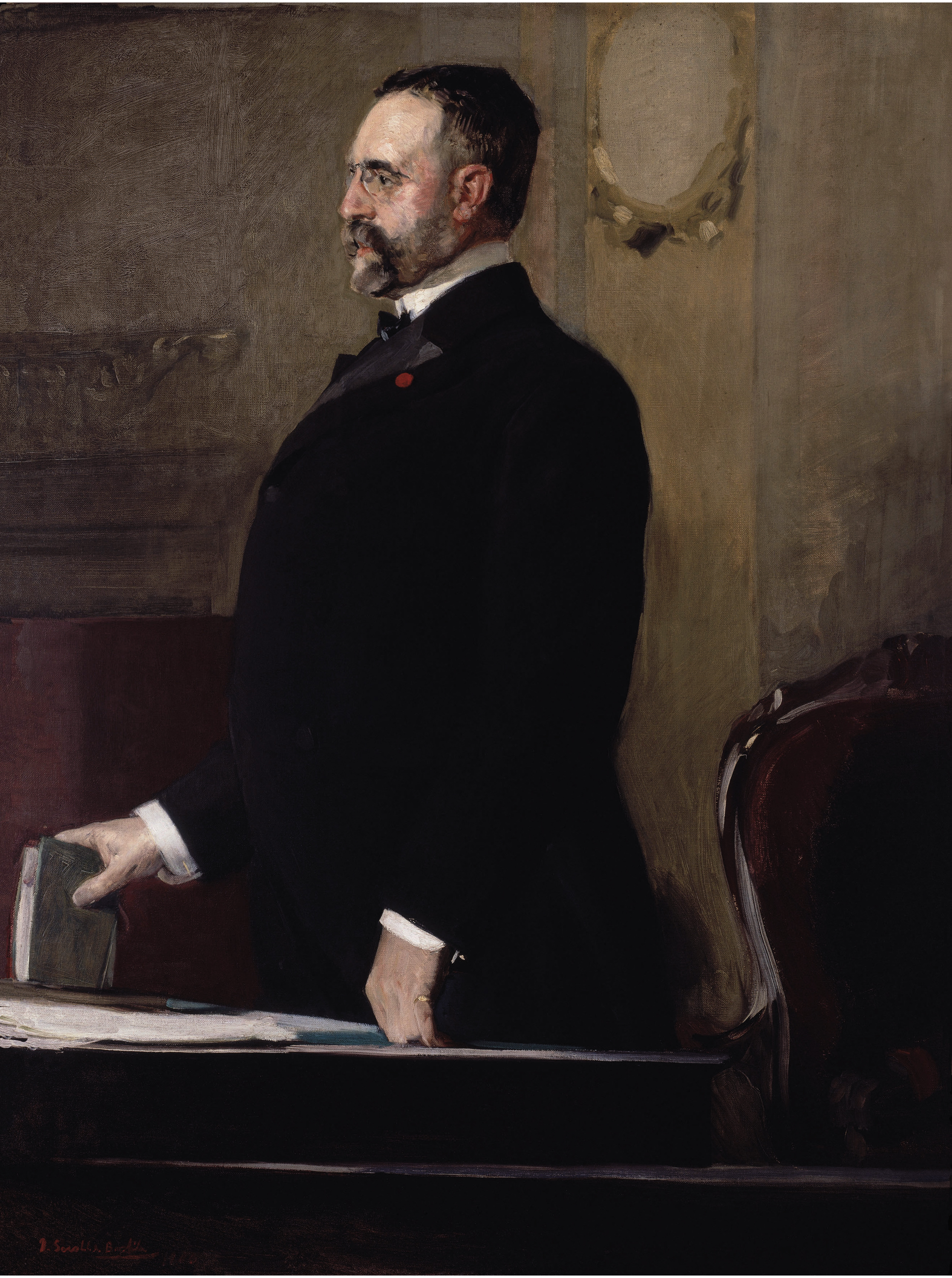
Canalejas el 1906 com a president del Congrés per Joaquim Sorolla

Col·laborador de La Democracia, va fundar en 1890 l'influent diari Heraldo de Madrid.
En 1897, preocupat per la situació en Cuba, va viatjar a l'illa per tenir informació de primera mà del problema. Interessat en el conflicte, es va allistar com un voluntari més a les llistes de l'exèrcit i va vestir el vestit de rayadillo de l'època. Als seus 43 anys, i després d'haver estat ministre, va lluitar com un soldat més i va obtenir la Creu del Mèrit Militar amb distintiu vermell.
Una vegada coneguda la dramàtica situació de la Província de Cuba, va tornar a Espanya i va presentar les seves impressions a Sagasta, qui no va fer cas de les seves recomanacions. Un any després (1898) la província de Cuba va ser envaïda pels Estats Units amb les Illes Filipines i Puerto Rico (que depenia administrativament de Cuba en aquest moment), en resposta a l'explosió del vaixell nord-americà Maine que es trobava de "reconeixement en la badia de Cuba" (explosió de la qual es va culpar a Espanya, sense que mai es provés la seva autoria). Una vegada acabada i perduda la guerra, el 1902 va fundar el seu propi partit, el Liberal-Demòcrata, destacant-se com a cap d'un corrent esquerrà que defensava idees democràtiques i de separació de l'Església i l'Estat.

### Vida intel·lectual
El seu pas per la política va venir acompanyat també per una dilatada vida intel·lectual. Ja amb deu anys va traduir del francès la novel·la Luis, el joven emigrado treballant també com a professor de Literatura. En 1875 va publicar en dos toms Apuntes para un curso de literatura latina. Tres anys més tard va publicar el llibre Derecho parlamentario comparado. El 1910 va publicar el llibre Estudios sobre las Regalías de la Corona de España. A més va col·laborar en premsa i va donar moltes conferències.Gran orador, va presidir també la Reial Acadèmia de Jurisprudència i Legislació i l'Associació d'Escriptors i Artistes Espanyols durant el període de 1909 a 1912.
José Canalejas va rebre nombroses condecoracions com les grans creus al Mèrit Naval, Mèrit Militar, Orde Civil de la Beneficència i Carles III; les medalles de la coronació del Rei, de Cuba, d'Alburquerque i Villaviciosa; el Collaret de la Torre i l'Espasa de Portugal; la Creu de Sant Maurici d'Itàlia, la del Lleó de Bèlgica, la de Sant Carles de Mònaco i la Nacional de Bolívia.

### President del Govern
Després d'unificar transitòriament els diversos corrents que pugnaven a l'interior del liberalisme, va ser president del Consell de Ministres entre el 9 de febrer de 1910 i el 12 de novembre de 1912, període en el qual hauria de presidir fins a tres governs des dels quals va impulsar un programa de reformes: va abolir la Contribució de Consums, va establir el servei militar obligatori i va limitar la instal·lació d'ordes religiosos (Llei del Candau). Va visitar Marroc amb el rei Alfons XIII el 1911 i va ordenar l'ocupació de Larraix, Arcila i Alcazarquivir en resposta a l'ocupació francesa de Fes. Les negociacions que va iniciar amb els francesos conduirien, poc després de la seva mort, a l'establiment d'un protectorat conjunt en el Marroc. Va suprimir l'impost de consums, va millorar la legislació social i va intentar resoldre la qüestió catalana amb un projecte de Mancomunitat preparat amb la col·laboració d'Enric Prat de la Riba. En matèria d'ordre públic, va haver d'emprar la força per reprimir l'intent de revolta republicana de 1911 (motí en la fragata Numància i fets de Cullera) i la vaga ferroviària de 1912.

## Assassinat

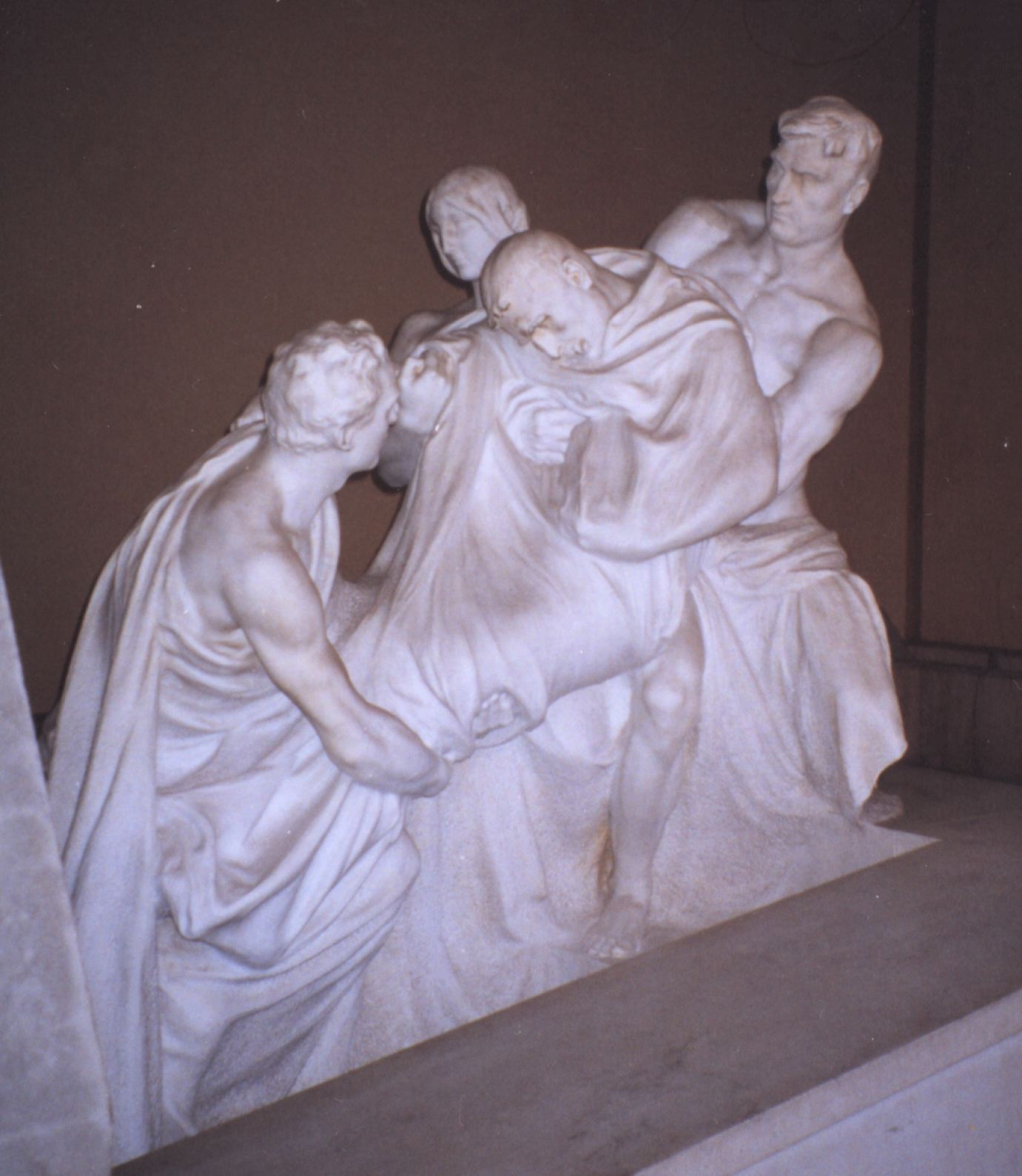
Tomba de José Canalejas al Panteó d'Homes Il·lustres de Madrid per Marià Benlliure

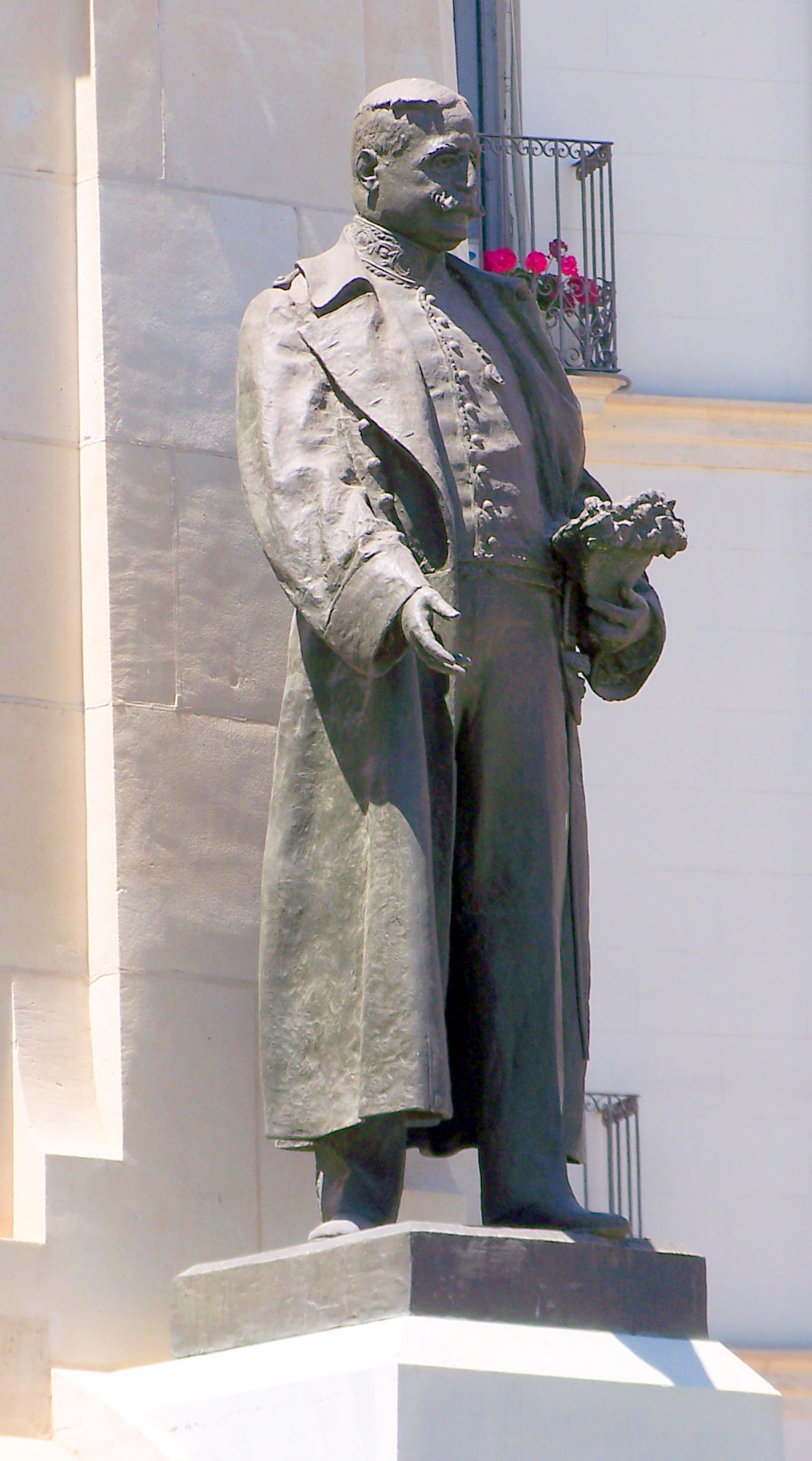
Monument a Canalejas, per Vicente Bañuls Aracil (1916) - Alacant

No va poder arribar a realitzar les esperades reformes polítiques que haguessin transformat el règim existent en una veritable democràcia, acabant amb el caciquisme i el frau electoral. Va morir el matí del 12 de novembre del 1912, assassinat per l'anarquista Manuel Pardiñas Serrano quan mirava l'aparador de la desapareguda llibreria San Martín en la Puerta del Sol, a Madrid, (actual número 6), a escassos metres de la cantonada amb el carrer de Carretas. Des de llavors es va obrir una llarga pugna pel lideratge del Partit Liberal, que desencadenaria la seva fi.
Al seu funeral hi van assistir nombroses persones, com Álvaro Figueroa y Torres Mendieta, comte de Romanones, i Manuel García Prieto, marquès d'Alhucemas, liberals en la seva majoria. José Canalejas es troba enterrat al Panteó d'Homes Il·lustres de Madrid, al costat de la Basílica de Nuestra Señora de Atocha.
Es va realitzar el 1912 un curtmetratge semidocumental sobre el seu assassinat i enterrament titulat "Asesinato y entierro de don José Canalejas", dirigit per Enrique Blanco i Adelardo Fernández Arias, que fou la primera pel·lícula interpretada per l'actor José Isbert amb 26 anys en el paper de Manuel Pardiñas Serrano.

## Família
Es va casar en setembre de 1878 amb María Saint-Aubin y Bonnefon, que va morir en 1897 i de la que no en va tenir fills. Es casà en segones noces amb María de la Purificación Fernández y Cadenas, I duquessa de Canalejas, i I marquesa d'Otero de Herreros, títols que va obtenir a la mort de Canalejas
Amb ella va tenir sis fills:
- José María Canalejas y Fernández, II duc de Canalejas (Assassinat en la Guerra Civil en la zona republicana el 1936, sense descendència)
- María de la Asunción Canalejas y Fernández, III duquessa de Canalejas (Descendència: José Manuel Canalejas Clemente (1949 - 1996), IV duc de Canalejas)
- María Luisa Canalejas y Fernández (Descendència: Pedro, María Luisa y José Aragonés Canalejas)
- Rosa Canalejas y Fernández (Morí de petita, sense descendència)
- Blanca Canalejas y Fernández (Morí de petita, sense descendència)
- Enriqueta Canalejas y Férnández (Sense descendència)

El seu germà fou Luis Canalejas Méndez.